# Bureom
El bureom (부럼) es un conjunto de varios tipos de frutos secos, como cacahuetes, nueces, piñones, castañas y gingko de Corea. Es popular y tradicional comerlo durante el Daeboreum (literalmente: "Gran Luna Llena"), una fiesta coreana que celebra la primera luna llena del año nuevo del calendario lunar coreano. Se cree que cascar una nuez en la boca a primera hora de la mañana en el Daeboreum ayudará a fortalecer los dientes, evitar las alergias, prevenir los forúnculos y atraer la buena suerte para el año venidero.